# 平度西站
平度西站原名平度站，位于中华人民共和国山东省青岛市平度市同和街道，是海青铁路上的火车站，2013年12月31日开办货运业务、2015年7月1日开办客运业务，由济南局集团管辖。

## 歷史
- 2013年12月31日开办货运业务。
- 2015年7月1日开办客运业务。
- 2020年6月20日由平度站更名为平度西站，“平度站”一名转移至新建潍莱高速铁路在平度市的车站[3]。

## 車站周邊
- 青岛马家沟芹菜示范园
- 同和高新技术产业园区

## 外部連結
- 中国铁路客户服务中心 （页面存档备份，存于）